# Cunet

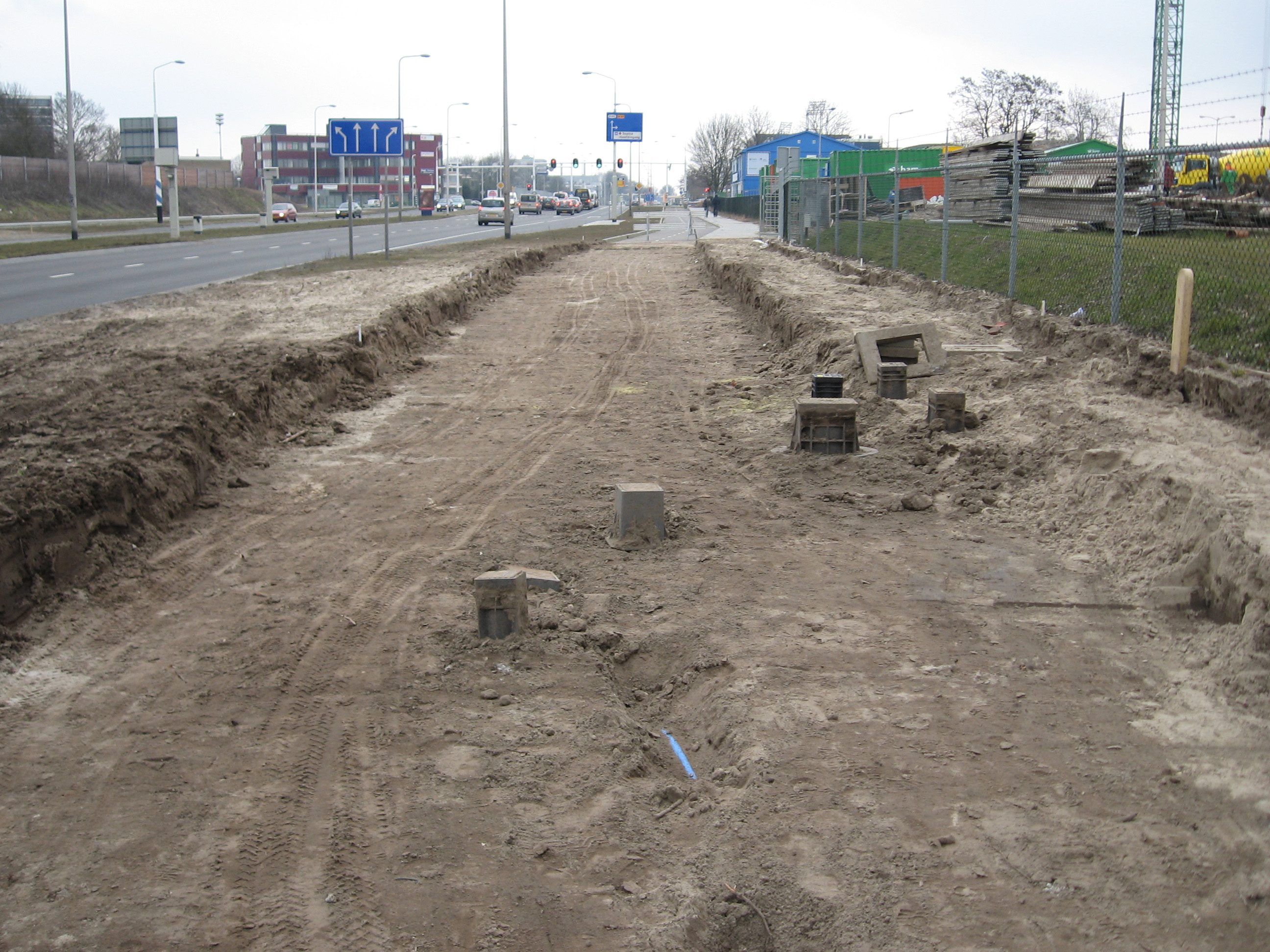
Ontgraven cunet

Een cunet is een uitgegraven gedeelte in een niet draagkrachtige grondlaag. In deze uitgraving wordt een aardebaan aangelegd als dragend lichaam voor wegen, opstelterreinen, nutsleidingen of kabels. In het cunet wordt veelal een zandlichaam aangebracht ten behoeve van de draagkracht van een fundering. Zand is nauwelijks onderhevig aan zetting waardoor het een ideale grondstof voor grondverbetering is. Ook worden zandlichamen veel gebruikt vanwege het gegeven dat ontgraving relatief eenvoudig uitvoerbaar is; ook bij extreme weersomstandigheden zoals regen of geringe vorst.

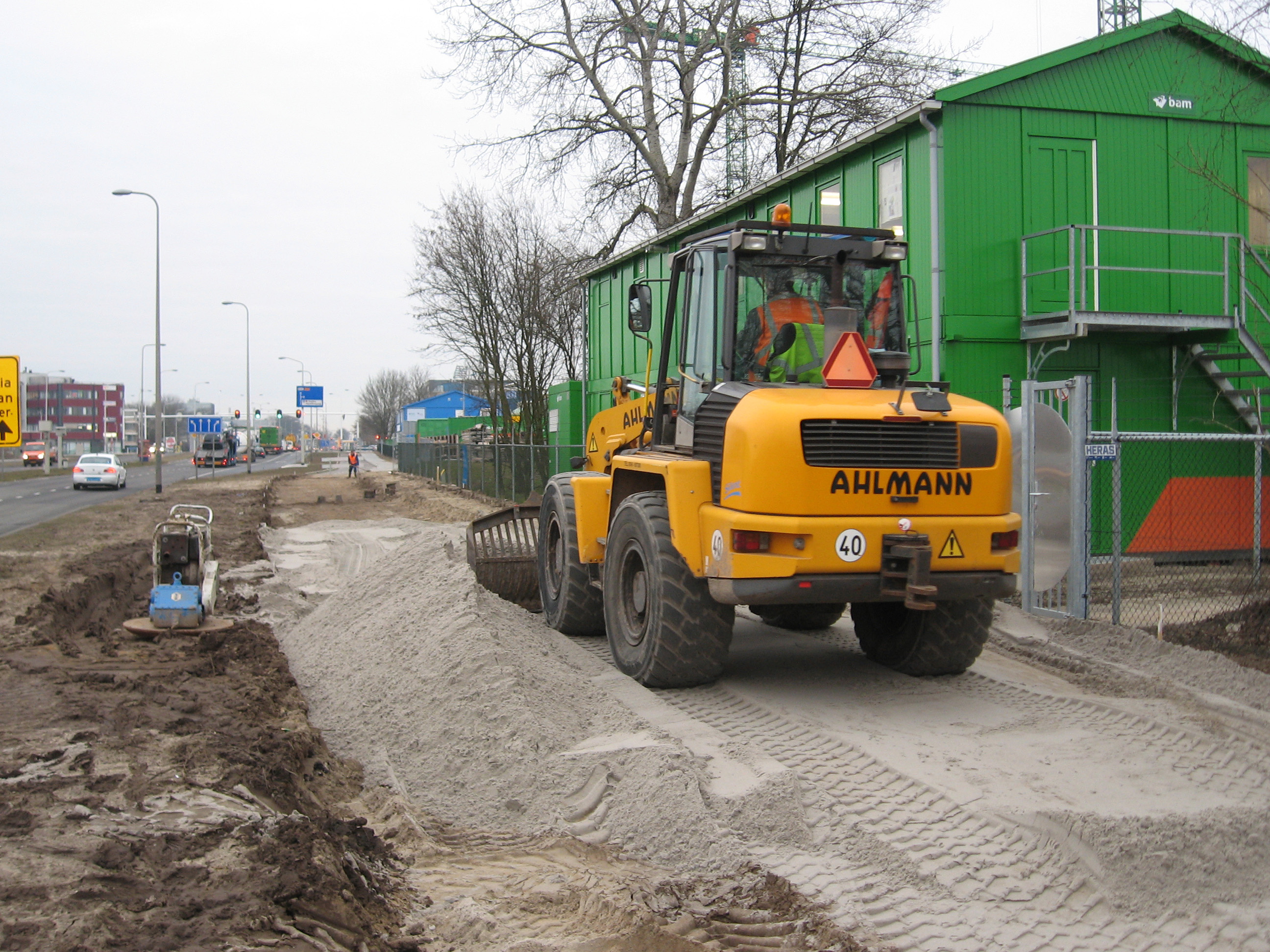
Het aanvullen van zand

Een cunet wordt ontgraven met een graafmachine waarna er een laag zand in gestort wordt. Deze zandlaag wordt machinaal verdicht met een trilplaat opdat de primaire zetting voltooid is, en geëgaliseerd door een grader voordat er verharding op komt te rusten. De dikte van de zandlaag is afhankelijk van het type weg. Een fietspad behoeft minder draagkracht dan bijvoorbeeld een drukke autosnelweg en zal dus een dunner zandpakket hebben.